# Mieczysław Pawlak (polityk)
Mieczysław Pawlak (ur. 7 lutego 1941 w Klęczanach, zm. 27 czerwca 2014) – polski polityk, ogrodnik, poseł na Sejm I kadencji.

## Życiorys
Ukończył w 1967 studia na Szkole Głównej Gospodarstwa Wiejskiego w Warszawie, specjalizując się w planowaniu przestrzennym. W latach 80. podjął działalność w NSZZ Rolników Indywidualnych „Solidarność Chłopska”. Po 1989 związał się z Konfederacją Polski Niepodległej, z listy której pełnił funkcję posła I kadencji. Pod koniec kadencji przeszedł do Polskiego Stronnictwa Ludowego – Porozumienia Ludowego. Z listy tej partii bez powodzenia ubiegał się o reelekcję w 1993. Kierował ugrupowaniem Polskie Stronnictwo Ludowe (Mikołajczykowskie) oraz Ogólnopolską Izbą Gospodarki Mięsnej.
W 2000 Mieczysław Pawlak zarejestrował swój komitet wyborczy w wyborach na prezydenta RP. Nie zgłosił się jednak do PKW, przekazując swoje poparcie Bogdanowi Pawłowskiemu. Kandydował także do Sejmu w 1997 z listy Narodowo-Chrześcijańsko-Demokratycznego Bloku dla Polski, a w 2001 z listy Alternatywy Ruch Społeczny.
Pochowany na cmentarzu parafialnym w Jazgarzewie.